# Claude Akins
Claude Marion Akins (ur. 25 maja 1926 w Nelson, zm. 27 stycznia 1994 w Altadenie) – amerykański aktor filmowy. Absolwent Northwestern University (1949).

## Filmografia
- 1953: Stąd do wieczności jako sierżant Dhom
- 1954: Bunt na okręcie jako Horrible
- 1958: Ucieczka w kajdanach jako Mac
- 1959: Rio Bravo jako Joe Burdette
- 1960: Kto sieje wiatr jako wielebny Jeremiah Brown
- 1960: Porwana przez Komanczów jako Ben Lane
- 1964: Zabójcy jako Earl Sylvester
- 1966: Powrót siedmiu wspaniałych jako Frank
- 1967: Źródełko jako sierżant Henry J. Foggers
- 1967: Pierwszy do walki jako kapitan Mason
- 1968: Diabelska brygada jako szeregowy Rockwell 'Rocky' Rockman
- 1970: Ostatni wojownik jako Lobo Jackson
- 1972: Terror w przestworzach jako sierżant Ben Puzo
- 1973: Bitwa o Planetę Małp jako generał Aldo
- 1974: Szwadron śmierci jako Connie Brennan
- 1977: Macki jako szeryf Robards
- 1986: Polowanie na Claude’a Dallasa jako Bill Pogue
- 1987: Potwór w szafie jako szeryf Sam Ketchem
- 1987: Klątwa jako Nathan Hayes
- 1991: Hazardzista IV jako prezydent Roosevelt
- 1992: Złudne szczęście jako Speck Parks
- 1993: Nastroje serca jako William Clay

### Seriale
- Alfred Hitchcock przedstawia jako gliniarz
- Bonanza jako szeryf Emmett Dowd
- Strefa mroku jako Steve Brand; Fletcher
- Napisała: Morderstwo jako kapitan Ethan Cragg
- Detektyw Hunter jako Andy Polanski
- Matlock jako Sam Taylor
- Kocham Lucy jako on sam
- Gorączka nocy jako Benjamin Sloan

## Życie prywatne
W 1952 roku poślubił Therese „Pie” Fairfield, z którą miał syna Claude’a Mariona Akinsa Juniora i dwie córki – Michele i Wendy. Małżeństwo przerwała śmierć aktora; zmarł na raka w wieku 67 lat.